# Burgos (Messico)
Burgos è una municipalità dello stato di Tamaulipas, nel Messico centrale, capoluogo della omonima municipalità.
Conta 4.589 abitanti (2010) e ha una estensione di 1.866,38 km².
Il paese deve il suo nome alla città spagnola di Burgos.